# Budkov (okres Třebíč)
Budkov (s předložkou 2. pád do Budkova, 6. pád v Budkově) je obec ležící v okrese Třebíč v Kraji Vysočina, asi 20 km jihozápadně od města Třebíče. Nadmořská výška obce je 503 metrů nad mořem. Obec patří do správního obvodu obce s rozšířenou působností Moravské Budějovice. Žije zde 341 obyvatel. První zmínka o obci se uvádí do spojitosti se založením tvrzi, a je z roku 1353.
Sousedními obcemi sídla jsou Mladoňovice, Lomy, Rácovice, Třebelovice, Štěpkov, Domamil, Komárovice, Jemnice a Oponešice.

## Geografie
Budkovem ze západu na východ prochází silnice z Lomů do Dědic, ze severu na jih pak silnice z Komárovic do Oponešic, severně z Budkova pak vychází silnice do Štěpkova. Na sever pak vede několik užitkových silnic, jedna západně od zastavěného území obce směrem do polí, další severně z obce kolem JZD směrem ke kopci Láč, na východním okraji území obce pak ze silnice třetí třídy vychází dvě užitkové lesní silnice směrem do velkých lesů, po západním okraji území obce vede užitková silnice z Lomů k silnici II/152. Východní a jihozápadní zalesněná část obce je protkána mnoha lesními cestami. Ze západu na východ vede přes zastavěnou část území obce cyklostezka Jihlava–Třebíč–Raabs. 
Území obce má tvar bumerangu obráceného rameny k jihu, západní a východní část s rameny pomyslného bumerangu je zalesněná, izolovaný lesní porost se nachází i východně od zastavěného území obce a severozápadně od zastavěného území obce v údolí Bihanky. Zbytek území je z větší části užíván zemědělsky, na východním okraji zastavěného území obce se nachází dva malé průmyslové areály, stejně tak na severním okraji Budkova se nachází rozlehlý areál JZD. Na jihovýchodním okraji zastavěného území obce se nachází zámek Budkov s rozsáhlým zámeckým parkem. 
Na západním okraji území obce pramení potok Kobera, ten teče dál západně a u Jemnice se vlévá do Želetavky, v jihozápadním cípu území pramení pod kopcem Špičák potok Rakovec, ten nadále teče jižně a protéká přes Srubovní rybník, Široký rybník a Hluboký rybník, jeho zdrojnice pak protéká přes sousední Dlouhý rybník a v Širokém rybníku se potoky stékají. Těsně za severozápadními hranicemi území obce pramení řeka Bihanka, ta pak teče východně a přes rybník Botín severozápadně od zastavěného území obce protéká údolím a pak přes Budkov a zámecký park a rybníky Zámecký, Pila, Navarův a Nový dále na východ a jih, kde se pak u Police vlévá do Želetavky. Jedna ze zdrojnic Bihanky pramení severně od obce, kde následně protéká rybníkem Vedunka a přes koupaliště u Budkova a následně se v zámeckém parku vlévá do Bihanky. Na severovýchodní hranici území obce pramení řeka Jevišovka, ta pak tvoří severovýchodní hranici území obce a teče východně, po cca 20 km se vlévá u Hrušovan nad Jevišovkou do Dyje. V lese východně od zastavěného území obce pramení nepojmenovaný potok, na jehož toku leží Sedlecký rybník a rybník U protržené hráze, pak se vlévá do Jevišovky, stejně jako dalších několik nepojmenovaných potoků, které odvodňují území obce. Na jižním okraji území obce pramení potok Lučná, ten se pak jižně od obce vlévá do Bihanky. 
Východní a západní zalesněná část území obce je poměrně kopcovitá, na jihozápadním okraji se nachází kopce Špičák (573 m), Holubice (595 m) a Vráž (576 m). Těsně za severní hranicí území obce se nachází kopec Láč (587 m), na západní části území obce se nachází kopec V Kopci (583 m), Třebelovický kopec (575 m) a Budkovský vrch (559 m). 
U Sedleckého rybníka se nachází památné stromy Buky a dub u Budkova, jižně od hranic území obce se nachází významný strom Pekařův dub.
Zastavěné území obce se nachází na jižním okraji hlavní části území obce, jihovýchodně od zastavěného území obce u kaskády rybníků se nachází Budkovský mlýn, severozápadně pak část vesnice s názvem Káfuněk.

## Historie

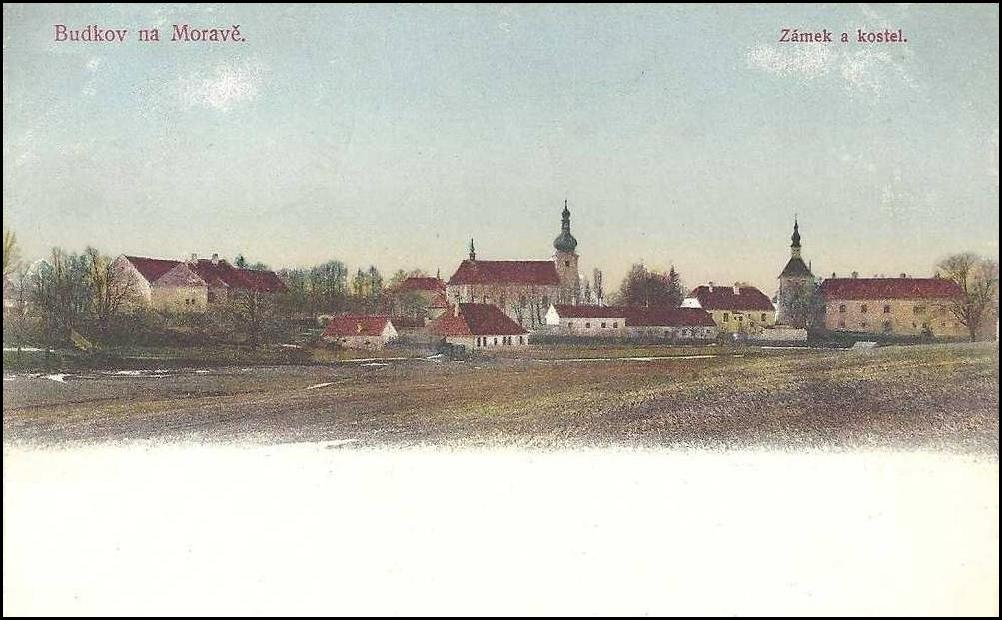
Budkov v roce 1914

V katastrálním území Budkova se nedochovalo mnoho pravěkých nálezů. V díle Františka Vildomce je doložena kamenná sekerka. Další nalezené kamenné broušené nástroje uvedli Josef Skutil a Gracián Chaloupka. Jiné doložené nálezy jsou mladší, až z laténského období.
Budkov byl nazýván také jako Budcaw, Budkow nebo Budkau.
Prvním majitelem obce byl v roce 1353 Jan z Budkova, ten pak v roce 1360 prodal tvrz a vesnici bratřím z Mezimostí, později se majitelé měnili poměrně často, až v roce 1666 se majiteli vsi a zámku stali Bechtoldové. Těm vesnice patřila až do roku 1776, kdy pak dědictvím získal ves Leopold Krakovský hrabě Kolovrat, později pak část panství patřila také Karlovi z Lichtenštejna. Následně pak statek podědil Kristián Salm-Reifferscheidt, který byl majitelem až do roku 1945, kdy o statek přišel konfiskací.
První záznamy o tvrzi v Budkově pochází z roku 1353, v 16. století byla přestavěna a mezi lety 1545 a 1555 byla tvrz přebudována na renesanční zámek. Někdy v tu dobu také vznikl v Budkově pivovar. Již o několik stovek let dříve (snad ve 14. století) byl v Budkově postaven kostel sv. Martina. V roce 1672 pak byla v Budkově zřízena škola, ta pak získala v roce 1773 vlastní budovu, rozšíření se dočkala v roce 1850. Nová školní budova pak byla postaven mezi lety 1865 a 1866. Roku 1943 byl ve vsi vztyčen pomník padlým v první světové válce, ten byl v roce 1946 rozšířen o pamětní desku obětem druhé světové války. V roce 1949 ve vsi vzniklo JZD, následně pak se roku 1974 sloučilo s JZD ve Štěpkově a Oponešicích.
V roce 2015 došlo k zastavení zvonění zvonů z místního kostela, kdy ve věži jsou zvony dva, menšímu, pojmenovanému po sv. Martinovi, v roce 1954 puklo srdce, větší je v havarijním stavu a tak došlo k zastavení jeho užití. Je to jeden z nejstarší zvonů na Moravě a je pojmenován po sv. Anně. Starší zvon sv. Anny pochází z roku 1489, novější zvon sv. Martina pochází z roku 1655.
Do roku 1849 patřil Budkov do budkovského panství, od roku 1850 patřil pod krajský úřad v Dačicích, následně od roku 1855 do roku 1868 do okresu Jemnice, pak opět do okresu Dačice a od roku 1896 do okresu Moravské Budějovice.
V obci působí rodák Svatopluk Jakš, jehož rodina shromažďuje prameny o historii obce, primárně se soustředí na historii obce za první světové války.

## Obyvatelstvo
| Rok            | 1869 | 1880 | 1890 | 1900 | 1910 | 1921 | 1930 | 1950 | 1961 | 1970 | 1980 | 1991 | 2001 | 2011 | 2021      |
| -------------- | ---- | ---- | ---- | ---- | ---- | ---- | ---- | ---- | ---- | ---- | ---- | ---- | ---- | ---- | --------- |
| Počet obyvatel | 721  | 777  | 713  | 670  | 641  | 661  | 616  | 594  | 517  | 557  | 441  | 398  | 378  | 378  | 361       |
| Počet domů     | 117  | 122  | 123  | 123  | 122  | 122  | 132  | 129  | 117  | 110  | 108  | 125  | 128  | 130  | 137 a 135 |

## Hospodářství a doprava
Funguje tu Restaurace Maják a Zemědělské družstvo Budkov.

## Školství, kultura a sport
Obec zřizuje příspěvkovou organizaci Základní škola a Mateřská škola Budkov. Nachází se zde Dětský domov Budkov. Sídlí zde kapela Budkovanka.

## Politika
V letech 2006–2010 působil jako starosta Miloslav Záškoda, od roku 2010 do roku 2018 tuto funkci zastával Jaroslav Pokorný. Od roku 2018 funkci starosty zastává Jiří Záškoda.

### Volby do Poslanecké sněmovny
|       | 2006                | 2010                | 2013                | 2017                | 2021                  |
| ----- | ------------------- | ------------------- | ------------------- | ------------------- | --------------------- |
| 1.    | ODS (25,13 %)       | KDU-ČSL (27,58 %)   | KDU-ČSL (24,1 %)    | KDU-ČSL (23,62 %)   | SPOLU (34,32 %)       |
| 2.    | ČSSD (25,13 %)      | ČSSD (18,96 %)      | ČSSD (18,46 %)      | ANO (22,52 %)       | ANO (23,88 %)         |
| 3.    | KDU-ČSL (24,58 %)   | ODS (14,94 %)       | KSČM (14,35 %)      | Piráti (10,98 %)    | Piráti+STAN (13,93 %) |
| účast | 63,48 % (179 z 282) | 62,59 % (179 z 286) | 67,94 % (195 z 287) | 64,21 % (183 z 285) | 71,73 % (201 z 283)   |

### Volby do krajského zastupitelstva
|      | 1.                       | 2.                 | 3.                | účast               |
| ---- | ------------------------ | ------------------ | ----------------- | ------------------- |
| 2000 | 4KOALICE (46,29 %)       | KSČM (19,44 %)     | ODS (14,81 %)     | 38,79 % (109 z 281) |
| 2004 | KDU-ČSL (41,75 %)        | PB (20,87 %)       | KSČM (15,38 %)    | 31,63 % (93 z 294)  |
| 2008 | ČSSD (31,06 %)           | KDU-ČSL (28,78 %)  | ODS (20,45 %)     | 45,86 % (133 z 290) |
| 2012 | KDU-ČSL (35,77 %)        | KSČM (20,18 %)     | ČSSD (18,34 %)    | 39,8 % (116 z 294)  |
| 2016 | KDU-ČSL (38,58 %)        | ANO 2011 (14,17 %) | ČSSD (11,81 %)    | 43,2 % (127 z 294)  |
| 2020 | KDU-ČSL (28,22 %)        | ANO (22,58 %)      | Piráti (11,29 %)  | 44,21 % (126 z 285) |
| 2024 | ODS+TOP 09+STO (36,79 %) | ANO (31,13 %)      | KDU-ČSL (14,15 %) | 39,35 % (109 z 277) |

### Prezidentské volby
V prvním kole prezidentských voleb v roce 2013 první místo obsadil Karel Schwarzenberg (49 hlasů), druhé místo obsadil Jiří Dienstbier (45 hlasů) a třetí místo obsadil Miloš Zeman (36 hlasů). Volební účast byla 69,57 %, tj. 208 ze 299 oprávněných voličů. V druhém kole prezidentských voleb v roce 2013 první místo obsadil Karel Schwarzenberg (96 hlasů) a druhé místo obsadil Miloš Zeman (94 hlasů). Volební účast byla 64,19 %, tj. 190 ze 296 oprávněných voličů.
V prvním kole prezidentských voleb v roce 2018 první místo obsadil Miloš Zeman (72 hlasů), druhé místo obsadil Jiří Drahoš (46 hlasů) a třetí místo obsadil Pavel Fischer (38 hlasů). Volební účast byla 65,71 %, tj. 184 ze 280 oprávněných voličů. V druhém kole prezidentských voleb v roce 2018 první místo obsadil Jiří Drahoš (104 hlasů) a druhé místo obsadil Miloš Zeman (103 hlasů). Volební účast byla 74,73 %, tj. 207 ze 277 oprávněných voličů.
V prvním kole prezidentských voleb v roce 2023 první místo obsadil Andrej Babiš (72 hlasů), druhé místo obsadil Pavel Fischer (48 hlasů) a třetí místo obsadil Petr Pavel (47 hlasů). Volební účast byla 74,29 %, tj. 208 ze 280 oprávněných voličů. V druhém kole prezidentských voleb v roce 2023 první místo obsadil Petr Pavel (120 hlasů) a druhé místo obsadil Andrej Babiš (88 hlasů). Volební účast byla 74,82 %, tj. 208 ze 278 oprávněných voličů.

## Pamětihodnosti
- vodní zahrada – soustava kanálů, architektonická vzácnost
- kostel sv. Martina
- renesanční zámek s anglickým parkem

## Osobnosti
- Anton Becker (1868–1955), geograf, historik a pedagog
- Adolf Brázda (1853–1919), divadelní ředitel, herec a dramatik
- František Xaver I. Krakowský z Kolowrat (1783–1855), šlechtic, pán z Budkova
- Zdeněk Kolovrat-Krakovský (1836–1892), dramatik, historik a politik, prožil dětství v Budkově
- František Dominik Pomesian (1685–1777), kněz
- Mons. Pavel Posád (* 1953), pomocný biskup českobudějovický a 19. biskup litoměřický
- Eduard Zwak (1869–1952), stavař a osvětový pracovník